# Провинција Козуке
Козуке (јап. 上野国) је једна од 66 историјских провинција Јапана, која је постојала од почетка 8. века (закон Таихо из 703. године) до Мејџи реформи у другој половини 19. века. Козуке се налазио у унутрашњости острва Хоншу, без излаза на море.
Царским декретом од 29. августа 1871. све постојеће провинције замењене су префектурама. Територија Козукеа одговара данашњој префектури Гунма.

## Географија
Козуке је био једна од ретких континенталних провинција у Јапану. На северу се граничио са провинцијом Ечиго, на југу са провинцијом Мусаши, на западу са провинцијом Шинано, а на истоку са провинцијама Ошу и Шимоцуке.